# Phidippus carolinensis
Phidippus carolinensis es una especie de araña araneomorfa del género Phidippus, familia Salticidae. Fue descrita científicamente por George Williams Peckham y su esposa E. G. Peckham en 1907.
Habita en los Estados Unidos y México.